# 13 Egeria
A 13 Egeria a Naprendszer kisbolygóövében található aszteroida. Annibale de Gasparis fedezte fel 1850. november 2-án.